# 엽록소 d
엽록소 d(葉綠素 d, 영어: chlorophyll d)는 1943년에 헤롤드 스트레인(Harold Strain)과 윈스턴 매닝(Winston Manning)이 확인한 엽록소의 한 형태이다. 엽록소 d는 1990년대에 아카리오클로리스 마리나(Acaryochloris marina)에서 명확하게 확인되었다. 엽록소 d는 광합성을 위해 햇빛에서 포착한 에너지를 사용하는 남세균에 존재한다. 엽록소 d는 가시광선 범위의 바로 바깥에 있는 710 nm 파장의 원적외선을 흡수한다. 엽록소 d를 함유한 광합성 생물은 가시광선이 풍부하지는 않지만 광합성을 위해 원적외선을 사용할 수 있는 적당한 심해와 같은 환경에 적응한다.
엽록소 d는 엽록소 생성효소에 의해 클로로필라이드 d로부터 생성된다. 클로로필라이드 d는 엽록소 a로부터 만들어지지만, 이 전환을 수행하는 산소를 사용하는 효소는 2022년까지 알려지지 않은 상태이다.

## 구조
|              |               |
| 공-막대 모형 | 공간채움 모형 |

## 같이 보기
- 엽록소
- 엽록소 a
- 엽록소 b
- 엽록소 c
- 엽록소 f